# Urocolius archiaci
Urocolius archiaci (лат.) — вымерший вид птиц из семейства птиц-мышей. Ископаемые остатки были обнаружены Альфонсом Мильн-Эдвардс в 1869—1871 годы во Франции и восходят к нижнему миоцену. Поначалу они были разделены на несколько видов, два из которых были отнесены к зелёным дятлам, а третий, предполагалось, имел родство с древесными удодами. В 1969 году Питер Балльман отнёс остатки к птицам-мышам, а в 2002 году Иржи Мликовский уточнил, что они принадлежат роду Urocolius.

## Обнаружение
Французский зоолог Альфонс Мильн-Эдвардс в 1869—1871 годы опубликовал результаты раскопок во Франции. Среди описанных им видов — Limnatornis paludicola из Ланжи, Picus archiaci, Picus consobrinus из Сен-Жеран-ле-Пюи в департаменте Алье и Necrornis palustris из коммуны Сансан в департаменте Жер. В 1969 году немецкий палеонтолог Питер Балльман обнаружил остатки птиц-мышей в формации La Grive-Saint-Alban близ коммуны Сент-Альбан-де-Рош. Чтобы корректно их классифицировать, он изучил фоссилии, найденные Мильн-Эдвардсом. Балльман отнёс их к птицам-мышам, дав им названия Colius paludicola, Colius archiaci, Colius consobrinus, Colius palustris. Собственные находки были им отнесены к Colius palustris.
Балльман отмечал, что одна из описанных Мильн-Эдвардсом плечевых костей Limnatornis на самом деле принадлежит древесным удодам (Phoeniculidae). О возможном родстве Limnatornis с удодами писал и сам Мильн-Эдвардс. В 2000 году остатки Limnatornis подверглись дальнейшим уточнениям. Чешский орнитолог Иржи Мликовского и Урсула Гоблич (Ursula B. Goblich) из пяти плечевых костей из Сен-Жеран-ле-Пюи с подписью Limnatornis paludicola, хранящихся в Национальном музее естественной истории в Париже, отнесли четыре к виду Phirriculus pinicola из семейства древесных удодов. При этом сам Мильн-Эдвардс основывал описание на трёх плечевых костях.

## Описание
Голотипом P. archiaci является правый тибиотарзус (у Пирса Бродкорба ошибочно отмечен как левый), а голотипом P. consobrinus — левый. Тибиотарзус P. archiaci немного уступает размерами тибиотарзусу большого пёстрого дятла (Dendrocopos major), но сохраняет все пропорции. При этом Мильн-Эдвардс отмечал, что тибиотарзус P. consobrinus заметно длиннее и уже, чем у P. archiaci. Общая длина тибиотарзуса P. archiaci составляет 29,6 мм, P. consobrinus — 31,7 мм; при этом ширина нижнего конца кости — 3,4 мм и 3,2 мм, верхнего — 4,4 мм и 4,0 мм, соответственно. Мильн-Эдвардс отмечал, что вторая птица, видимо, была заметно выше и стройнее первой.
Голотипом L. paludicola является правая плечевая кость со слегка повреждённым дистальным концом, которая после ревизии Мликовского и Гоблич всё ещё относится к данному виду. Мильн-Эдвардс указывал её длину равной 19,4 мм. Эти размеры схожи с размерами современных златоклювого лесного удода (Phoeniculus minor) и чёрного лесного удода (Phoeniculus aterrimus).
По мнению учёных, скелет ископаемых Urocolius archiaci и Colius palustris почти не отличается от скелета современных птиц-мышей.

## Распространение
Ископаемые остатки были найдены в департаменте Алье во Франции и принадлежат аквитанскому ярусу (нижнему ярусу миоцена) (24—21 млн лет). Район Сен-Жеран-ле-Пюи имеет «стратиграфические проблемы», так как многие остатки не сопровождаются точным описанием их местонахождения. Остатки птиц-мышей встречаются в Европе до верхнего миоцена. После этого на континенте наступило похолодание, и неспособные к миграции птицы, рацион которых представлен в первую очередь фруктами, исчезли с него.

## Систематика
Мильн-Эдвардс в 1871 году отнёс часть остатков к зелёным дятлам — Picus archiaci и Picus consobrinus. Венгерский палеонтолог Кальман Ламбрехт в 1933 году выделил их в отдельный род Palaeopicus в составе семейства дятловых (Picidae). По его словам, у современных зелёных дятлов верхний конец тибиотарзуса имеет форму треугольника, а у Palaeopicus из-за небольшого сдвига и уплотнения на конце тибиотарзуса формируется своего рода «крыша», которая направлена во внутреннюю сторону. В середине XX века остатки Palaeopicus считались самыми древними ископаемыми дятлами. Описывая Limnatornis, Мильн-Эдвардс указывал на его сходство с древесными удодами, Ламбрехт отнёс род к стрижеобразным (Apodiformes), а Балльман считал, что остатки настолько не похожи ни на удода (Upupa epops), ни на стрижей (Apodidae), ни на древесных стрижей (Hemiprocnidae), что это даже не стоит комментировать.
В 1969 году Балльман отнёс все три вида — Palaeopicus archiaci, Palaeopicus consobrinus и Limnatornis paludicola — к отряду птиц-мышей (Coliiformes), включив их в род Colius. Балльман писал, что отмеченное Ламбрехтом отличие в тибиотарзусе верно не только для зелёных дятлов, но и для всех дятлообразных (Piciformes). Он полагал, что так как остатки Limnatornis и Palaeopicus были обнаружены в одной формации и описаны на основании разных костей, то они вполне могут принадлежать если и не одному виду, то по крайней мере одному роду. В 1970 году Бродкорб посчитал, что «Picus» consobrinus является синонимом «Limnatornis» paludicola. В анализ ископаемых остатков из отряда птиц-мышей в 2000 году Никита Зеленков включил «Limnatornis» archiaci и «Limnatornis» paludicola. В 2002 году Мликовский отметил, что размеры и морфология тибиотарзуса «Picus» consobrinus и «Picus» archiaci схожи, синонимизировав эти два вида. Он предположил, что в одном регионе не может быть больше одного вида птиц-мышей. Головка плечевой кости «Limnatornis» paludicola имеет большее сходство с Urocolius, чем с Colius. Таким образом, Мликовский отнёс остатки к роду Urocolius — Urocolius archiaci.